# Pomnik Konstytucji 3 Maja w Białymstoku
Pomnik Konstytucji 3 Maja – obelisk, jak i również zielony pomnik w Białymstoku umiejscowiony na terenie Lasu Zwierzynieckiego, upamiętniający fakt odzyskania przez Polskę niepodległości, a także symbol wolności Polski – Konstytucję 3 Maja. Pomnik znajduje się w Parku Konstytucji 3 Maja, między ZOO – Akcent, a ul. Zwierzyniecką.

## Pomnik przyrody
Święto Narodowe Trzeciego Maja zostało ustanowione 5 maja 1791 r., natomiast już w roku 1795 nastąpił III rozbiór Polski. W roku 1919, czyli rok po odzyskaniu przez Polskę niepodległości, Sejm przywrócił święto. Inicjatywa białostocka wpisywała się w upamiętnienie tego doniosłego wydarzenia. Część terenów leśnych Lasu Zwierzynieckiego w roku 1920 została nazwana Parkiem Miejskim 3 Maja. Realizacja pomysłu zielonego pomnika nastąpiła w roku 1921, w 130 rocznicę ogłoszenia Konstytucji 3 Maja. Wówczas to na niewielkim wzgórzu uroczyście zasadzono trzy dęby, okalając je okręgiem 11 drzew lipowych. Kompozycję zaakcentowano pięcioma alejkami, kierującymi się ku trzem dębom, które otoczono okrągłą alejką.
W roku 1946, po II wojnie światowej, święto zostało zakazane na niemal pół wieku. Prosowieckie władze, starając się zatrzeć wszystko, co wiązało się z niepodległością, dążyły do zatarcia materialnych śladów symbolu wolności Polski – Konstytucji 3 Maja i upamiętniającego ją zielonego pomnika. Zmieniono przebieg dróg tak, by omijały Dęby 3 Maja. Kiedy dwie okalające lipy uschły, nie uzupełniono ich. Okrągła alejka wokół dębów została zatarta. Zaniechano pielęgnacji drzew.

## Obelisk Konstytucji 3 Maja
W roku 2006 z inicjatywy „Forum Białystok Jutra” powstał Społeczny Komitet Opieki nad Pomnikiem dążący do odtworzenia kształtu nadanego mu w okresie międzywojennym. Honorowy patronat objął Ryszard Kaczorowski, były prezydent Rzeczypospolitej Polskiej na Uchodźstwie. Koordynatorem został prezydent Białegostoku Tadeusz Truskolaski. W kwietniu 2007 r. dzięki pomocy władz miasta Białegostoku przywrócono pomnik mieszkańcom miasta. Uporządkowano miejsce, wykonano alejkę otaczającą dęby, dosadzono trzy brakujące lipy oraz ustawiono obelisk w kształcie piramidy..
W roku 2010 przeprowadzono częściową rewaloryzację zielonego pomnika i jego okolic. Okoliczne alejki zostały odnowione, a niektóre drzewa wycięte. Zamiast nich zostały posadzone nowe dęby upamiętniające przedwojennych białostockich urzędników zamordowanych w Katyniu.